# SOS Papa
SOS Papa est une association à but non lucratif française masculiniste qui entend promouvoir l'importance et le maintien des liens affectifs des enfants envers leurs deux parents, en cas de divorce ou de séparation parentale. 

## Revendications
Le droit à la coparentalité, à savoir l'exercice équitable du père et de la mère à éduquer leurs enfants après une séparation ou un divorce constitue la principale revendication de l'association SOS Papa.
L'association revendique le droit à l'égalité effective en matière de justice familiale et de justice pour enfant, afin que le droit du père soit pris en considération avec la même valeur par les magistrats, procureurs, services de police, gendarmerie, pédiatres, médecins et travailleurs sociaux. Il n'existe pour autant pas de biais "promaternel" chez les magistrats.
Elle revendique également le droit des enfants séparés à la suite d'un divorce ou une séparation d'être élevé autant par le père et par la mère suivant le principe de la résidence alternée.

## Historique
Michel Thizon fonde SOS Papa en 1990. Il préside l’association jusqu’à son remplacement par Alain Cazenave en 2004. Celui-ci démissionne en juin 2010 et est remplacé par Jean Latizeau, qui dirige en intérim jusqu’à l’élection de Jacques Colleau comme nouveau président en novembre 2010.
Dans les années 2000, SOS Papa se rapproche d’Évelyne Sullerot, cofondatrice du planning familial et sociologue de la famille. Celle-ci permet à l’association de devenir membre provisoire de l’Union nationale des associations familiales (UNAF) en 2005, par le biais d’un agrément de principe qui deviendrait définitif quand l’association remplirait les conditions nécessaires : vingt implantations départementales et mille adhérents à jour de cotisation,,. À cette époque, l’association compte 28 délégations régionales, mais seules deux sont reconnues par leur UDAF respective. Une course à la délégation s’entame alors au sein de l’association afin d’obtenir la reconnaissance de l’UNAF, vue comme une consécration légitimant leur action.
Quelques semaines plus tard, Sullerot devient la marraine officielle de SOS Papa, en remplacement de la comédienne Anny Duperey, et permet à l’association de faire valoir une perspective « féministe ». En 2008, Sullerot remet la Légion d’honneur à Michel Thizon pour valoriser le travail accompli par ce dernier et l’aspect significatif de son engagement.
En 2013, selon le siège national, l’association compte 40 délégations. Sous l’impulsion de Fabrice Méjias Sos Papa Seule adhère à la Manif Pour Tous durant quelques mois. En février 2013, SOS Papa apporte son soutien à deux pères accusés de violences (dont l’un est membre de l’association) montés en haut de grues à Nantes pour réclamer la garde de leurs enfants.
« Au sein de SOS Papa, les tensions entre le siège parisien et certains délégués régionaux émaillent la vie de l’association depuis sa création.
Les successions au poste de président de l’association sont des périodes difficiles et conflictuelles qui cristallisent des oppositions stratégiques et pendant lesquelles l’enjeu du contrôle des ressources de l’association émerge clairement »
En 2017, les conditions de l’UNAF n’ont jamais été remplies (vingt implantations départementales et mille adhérents sur l’ensemble du territoire), et SOS Papa est toujours considérée comme « association invitée avec voix consultative », donc sans pouvoir décisionnel.
Bruno Lagadec secrétaire générale de Sos Papa a été condamné en 2001 à six mois de prison ferme pour avoir enlevé son fils. « En 2014, il a
été placé en détention et mis en examen pour complicité de soustraction d’enfant,
escroquerie et travail dissimulé, pour son rôle auprès d’un père ayant enlevé son enfant »
« A. Fillod-Chabaud décrit SOS Papa comme une association qui a évolué depuis sa création, notamment sous l’effet des changements législatifs en matière de garde et de résidence des enfants après le divorce. Alors qu’au début des années 1990, il s’agissait de défendre le statut des pères naturels qui ne parvenaient pas à obtenir l’autorité parentale en cas de séparation, à partir des années 2000, les revendications se sont déportées sur la valorisation de la résidence alternée, la participation à l’éducation de l’enfant, le partage des responsabilités et des bénéfices familiaux tels que les allocations familiales, les informations envoyées par les écoles aux deux parents divorcés, le vote des parents, également, etc. »

## Adhérents
Comme chez les groupes de pères nord-américains, les adhérents à SOS Papa se divisent en un petit noyau militant et des adhérents que la chercheuse Aurélie Fillod-Chabaud qualifie « de service » : il s’agit de pères aisés déçus d’une audience qui adhèrent avant tout pour se faire conseiller le temps de leur procédure. Ils ne souhaitent pas s’investir dans l’association et n’ont pour la plupart aucune expérience associative antérieure. Ils sont issus de catégories intellectuelles supérieures et se dirigent vers des associations militantes en quête d’un discours critique sur le système judiciaire qui serait en leur défaveur,.
Entre 1990 et 2010, 11 714 hommes ont adhéré à l’association. 87 % d’entre eux n’ont pas renouvelé l’adhésion après la première année.

## Critiques sur le masculinisme de l'association
Les politistes Anne Verjus et Marie Vogel pointent que la revendication d'égalité dans l'éducation des enfants de SOS Papa se limite à l'après-divorce et à la sphère privée : l'association ne milite « ni pour la reconnaissance de la paternité active dans le cadre de l’entreprise, ni pour sa promotion dans l’espace public ou dans l’éducation des enfants ». De plus, la résidence alternée n'est pas, en dépit de ses avantages supposés pour l'enfant, présentée comme un impératif  mais comme «  une affaire de choix personnel et d’opportunité » pour les pères. Selon la revue Sciences humaines, SOS Papa réclamerait un droit à l'enfant pour les pères quand les féministes le conditionneraient à l’investissement du père dans l'éducation des enfants avant la séparation.
« La crise de la paternité et les difficultés des pères occupent une position prépondérante dans ces revendications, faisant du mouvement pour les droits des pères la branche la plus active, développée et organisée du mouvement masculiniste, et ce dans différents pays. »
« C’est sans doute la pierre d’achoppement des revendications de ces pères en colère. Là où ils revendiquent un droit inconditionnel à l’enfant, les féministes leur rappellent que ce droit ne peut que dépendre de leur investissement effectif dans l’éducation des enfants au moment où le couple est encore uni – investissement qui est d’ailleurs, statistiquement, le meilleur prédicteur du maintien du lien père-enfant après la séparation. Or on sait combien l’entretien des enfants au quotidien et la prise de congés parentaux incombent encore largement aux mères. Peut-être donc, avant de grimper aux grues, ces papas feraient-ils mieux de donner un petit coup de main à la maison ? »
« On retrouve dans l’action de Nantes, les mêmes expressions que celles employées au Québec par les mouvements masculinistes : « Dans 80% des cas, ce sont les mères qui obtiennent la garde des enfants ». On retrouve aussi le même V de la victoire en fin d’action. L’association SOS papa, qui a soutenu les deux pères, fait partie des références des masculinistes québécois. »
« Les masculinistes québécois, qui sont en contact avec une association telle que SOS papa, me l’ont dit eux-mêmes, hors caméra : c’est de la pure stratégie pour faire passer leur idéologie misogyne, qui considère que les avancées vers l’égalité entre femmes et hommes sont une destruction du modèle social patriarcal auquel il faudrait revenir. »
« Prompte à remettre en cause les pratiques des juges qui les écartent de la résidence alternée, SOS Papa ne se mobilise pas pour revendiquer ou promouvoir plus largement l’égalité ou sa présence réelle dans le couple uni. Aucune des dix-sept propositions que l’association SOS Papa met en avant sur son site ne s’y rapporte. »
Peu de pères réclament la garde de l'enfant,.
Cette association est considérée comme masculiniste par le collectif STOP Masculinisme et le réalisateur Patric Jean auteur du documentaire La Domination masculine. Selon eux « la "cause des pères" est, avant tout, la réaffirmation du pouvoir des hommes sur les femmes, les enfants, et l'ensemble de cette société » et un « "mouvement social dont le but est revenir en arrière culturellement vers une société où l'homme reprend toute sa place ». De plus, plusieurs de ses membres mis en avant ont été condamnés pour avoir projeté d'assassiner la mère de ses enfants ou pour soustraction d'enfants. L’association s'inspire également de la théorie du Syndrome d'aliénation parentale créée par Richard Gardner, un pro-pédophile américain, pour autoriser la garde d'un enfant à un père qu'il accuse de violences. Patric Jean note également que l'argument « 80 % des enfants sont confiés majoritairement aux mères par la justice » est repris mot pour mot des masculinistes québécois dont ils reprennent également les méthodes. Selon lui « L'objectif des masculinistes serait donc de revenir sur cette législation [loi instaurant la notion d'autorité parentale conjointe et partagée de 1970] qui institue une égalité de fait entre pères et mères ».
L'association comme d'autres associations de défense des droits des pères est masculiniste,,,,,,,.

## Défense de l'association
Pourtant « Ceux qui s'y investissent ont en général une vision traditionnelle de la famille. Ils ne revendiquaient pas le partage des tâches lorsqu'ils étaient en couple et n'étaient pas forcément engagés dans la paternité. Ils ne sont en général pas à l'origine de la séparation. La revendication sur les enfants est une forme de compensation »
Le Professeur François de Singly, sociologue de la famille, affirme : « On ne peut pas prendre les dérives comme seuls indicateurs d’un mouvement. Il s’agit avant tout d’un mouvement de pères, plus que d’un mouvement de défense des hommes. (...) Il s’agit de revendications égalitaires. ». Mais Marie Vogel et Anne Verjus analysent que « le mouvement des pères limite sa réflexion et ses revendications d’égalité au temps de l’après-séparation et n’envisage ses revendications que comme des droits libres d’obligation ».
Évelyne Sullerot, sociologue, féministe et marraine de l'association SOS Papa, considère, dans les années 1990, que les revendications des pères séparés sont mal ou peu considérées dans les médias et dans l'opinion publique : « Il faut s’interroger sur cette opinion publique, à la fois hypersensibilisée dès qu’il s’agit d’enfants, et étrangement sourde si le père est en cause. (…) L’injustice ressentie par les pères n’émeut pas les foules. Aux contraire, ils sont volontiers taxés de jaloux, d’excités. Leurs plaintes sont rarement écoutées, encore moins répercutées par les médias, comme un fait de société ». En 2022, des chercheurs (Dominic Violi et ses collaborateurs) ont confirmé cette perception en analysant les discours médiatiques et académiques développés sur les associations de pères dans différents pays : « La voix des pères non-résidents est régulièrement minimisée, rejetée et étiquetée comme anti-féministe ou comme une réaction violente au féminisme. (…) En détournant l'attention de ce que disent les pères non-résidents, ces auteurs non seulement réduisent au silence, marginalisent et affaiblissent les pères non-résidents ; ils les rendent complètement superflus ». Ces tendances à occulter la parole des pères et à leur attribuer d’autres intentions anti-féministes ont été notamment identifiées dans les travaux du sociologue français Édouard Leport.